# Protobrama
Protobrama is een monotypisch geslacht van uitgestorven straalvinnige beenvissen uit het Laat-Krijt.

## Kenmerken
Deze 15 cm lange vis had geen buikvinnen. Aan achterzijde van het lichaam bevonden zich een verlengde rug- en aarsvin, op de flanken had het dier borstvinnen. De staart was diep gevorkte. Gezien de lichaamsbouw was deze vis hoogstwaarschijnlijk een bewoner van koraalriffen. De positie van de borstvinnen suggereert dat het waarschijnlijk een vrij behendige vis was.

## Vondsten
Vondsten zijn gedaan in Azië, met name Libanon.